# Stilb
Lo Stilb è una unità di misura della luminanza in fotometria. È una grandezza fisica non appartenente al sistema internazionale di unità di misura, bensì al sistema CGS. Equivale ad una candela per centimetro quadrato o 104 nit. Il suo simbolo è Sb.